# Guido Gorgatti
Guido Gorgati (Crespino, Rovigo; 5 de diciembre de 1919-Buenos Aires, 11 de mayo de 2023) fue un actor italo-argentino de extensa trayectoria, que realizó su carrera en Argentina. Se destacó por la composición de personajes «gallegos» en cine y TV.

## Biografía
Nacido como Guido Gorgati en Italia, llegó a Argentina cuando tenía diez años, en 1929. Inició su carrera en el Teatro Infantil Lavardén, donde tuvo de profesora a la escritora Alfonsina Storni cuando fue parte de Blanco, negro, blanco. A la edad de doce años fue convocado por Claudio Martínez Payva para hacer un monólogo en Radio Municipal.
Luego continuó en Radio Belgrano (llamada anteriormente Radio Nacional), Sténtor, Mayo, Mitre y Porteña. Se integró en 1932 al elenco de jóvenes en la Pandilla Marilyn y debutó en Radio Splendid participando en ciclos como Ronda policial, de hechos policiales y La familia de Pancha Rolón, además cumplió tareas como técnico de sonido con Roberto Prince y en Radio El Mundo, como compaginador musical. Integró el elenco de Las aventuras de Carlos Norton, por Radio Stentor.
En su juventud participó de dos radioteatros junto a Horacio Torrado, Elsa Piuselli, Juan Carlos Lamas y Blanca del Prado y se destacó en las audiciones de El Relámpago (1950) y Calle Corrientes, donde obtuvo popularidad. Tras estas labores, Miguel Coronato Paz lo instauró como actor cómico en Radio El Mundo.
En 1950 debutó en el cine en Una noche en El Relámpago, de Coronato Paz, aunque cuando era niño realizó un protagónico en Pibelandia, dirigido por Augusto César Vatteone, cuyas copias desaparecieron en un incendio. Actuó con Mamie Van Doren en Una americana en Buenos Aires y con Vittorio Gassman en Un italiano en la Argentina. Con la creación de la televisión, hizo un espectáculo revisteril en el teatro Astral con Tincho Zabala y Blanquita Amaro. En 1952 acompañó a Tita Merello en Madmoiselle Elise, por Radio El Mundo.
Después de hacer pequeños pero valorables roles en películas de los años 50, en 1964 compuso a un director de TV en Ritmo nuevo, vieja ola, que alternaba cuadros musicales, y en la clásica La pérgola de las flores (1965), basada en la comedia musical de Isidora Aguirre.
Ese mismo año, realizó uno de sus más relevantes y recordados trabajos en La tuerca, considerada uno de los mayores ciclos de humor, que se mantuvo hasta 1974 con mucho éxito por los canales 11, 9 y 13. Allí, encabezó al lado de Nelly Láinez, Carmen Vallejo, Vicente Rubino, Tino Pascali, Gogó Andreu, Tono Andreu, Rafael Carret y Julio López. En 1970 el ciclo obtuvo un premio Martín Fierro. Acompañó en 1967 a Dringue Farías en su programa La revista de Dringue y a finales de los años 60 retornó a la cinematografía con La cigarra está que arde y Villa Cariño está que arde, de Lucas Demare y Emilio Vieyra, que fueron producidas por Argentina Sono Film (ASF) y Productores Argentinos Asociados (PAA).
En teatro acompañó a Paulina Singerman en ¿Será virgen mi marido?, a Niní Marshall en La señora Barba Azul, a Miriam Sucre en Canallita pero simpático y en televisión se destacó en ciclos como Don Camilo. También integró los elencos de No hace falta quererte y Vos y yo, toda la vida.
Gorgati fue encasillado en películas cómicas y picarescas y en 1974 interpretó a Cirilo en Los chicos crecen, de Enrique Carreras. Entre 1981 y 1983 integró la segunda versión de La tuerca y fue parte de la banca de los jubilados junto a Tino Pascali, Tincho Zabala y Vicente Rubino. A lo largo de su carrera, encabezó cuarenta avisos televisivos e incursionó en veinticinco filmes.
Durante la década del 80 en cine participó en películas cómicas, protagonizadas generalmente por Jorge Porcel (de quien fue amigo), Alberto Olmedo, Juan Carlos Altavista o Juan Carlos Calabró y en 1991 realizó su última intervención en este medio hasta la fecha en Delito de corrupción, de Enrique Carreras.
En 1996 actuó en el ciclo televisivo Como pan caliente, con María Valenzuela y a principios de 2000 en Primicias, interpretando a un jubilado y en Resistiré, encarnando a Arturo por Telefé y Los de la esquina (2004), por Canal 7 (Hoy Televisión Pública). De sus últimas actuaciones, se destacan su excelente participación en Un cortado (2006), por el cual obtuvo un premio Martín Fierro a la trayectoria y en la telenovela La ley del amor, junto a Soledad Silveyra.
En 2003 hizo una participación en el unitario ganador del Martín Fierro de Oro, Los simuladores en su papel de Horacio, un anciano de un geriátrico que iba a ser cerrado, en el capítulo "El Clan Motul". En 2009, con 89 años presentó en la Asociación Argentina de Actores su libro Amanece con el espectáculo, un diálogo con la autora Elsie Jankelevich; y se le entregó La Orden del Buzón, distinción del Museo Manoblanca. En el mismo año la Legislatura Porteña lo condecoró con un premio cultural. A principios de 2010 fue nombrado Personalidad Destacada de la Cultura Argentina en el Salón Dorado. La escuela pública le rindió un tributo a él y a variados artistas que trabajaron para los niños entre 1940 y 1970, con el objetivo de «homenajear a quienes pensaron en los más chicos, cuando el único entretenimiento que existía para ellos eran las revistas, la radio, el cine y la televisión».
Su última participación en televisión fue en un breve rol como sacerdote en la telenovela de Canal 13, Alguien que me quiera, con Osvaldo Laport y Luisana Lopilato.

## Filmografía
- 1935: Pibelandia.
- 1950: Una noche en El Relámpago (inédita).
- 1952: Bárbara atómica.
- 1954: Romeo y Julita.
- 1954: Somos todos inquilinos.
- 1961: Una americana en Buenos Aires.
- 1964: Ritmo nuevo, vieja ola.
- 1965: Un italiano en la Argentina.
- 1965: Disloque en el presidio.
- 1965: La pérgola de las flores. (1º Premio a la mejor película argentina de 1965 )
- 1966: De profesión sospechosos.
- 1967: ¿Quiere casarse conmigo?.
- 1967: La cigarra está que arde.
- 1968: Villa Cariño está que arde.
- 1971: El caradura y la millonaria.
- 1973: Hoy le toca a mi mujer.
- 1975: La super, super aventura.
- 1976: Los chicos crecen.
- 1979: Vivir con alegría.
- 1979: Millonarios a la fuerza.
- 1982: Los fierecillos se divierten.
- 1985: Mingo y Aníbal contra los fantasmas.
- 1986: Las aventuras de Tremendo.
- 1986: Rambito y Rambón, primera misión.
- 1986: Mingo y Aníbal en la mansión embrujada.
- 1991: Delito de corrupción.

## Teatro
- ¿Será virgen mi marido?.
- La señora Barba Azul.
- Canallita pero simpático
- Colitas pintadas (1974), junto a Santiago Bal, Violeta Rivas, Raúl Lavie, Amparito Castro, Adriana Parets, Wanda Seux y Mirtha Amat.